# Terremoto de Düzce de 1999
El terremoto de Düzce de 1999 fue un terremoto con epicentro a 100 kilómetros del epicentro del terremoto en Izmit. Se produjo el 12 de noviembre de 1999, a las 18:57 horas (16:57 UTC) y ocasionó casi 900 muertes y 5000 heridos. Tuvo una magnitud de 7.2 grados en la escala de Richter.